# Ballomma
Ballomma es un género de arañas cazadoras de hormigas del orden Araneae.
 Fue descrito por Rudy Jocqué y Henrard en 2015.

## Especies
- Ballomma erasmus Jocqué y Henrard, 2015
- Ballomma haddadi Jocqué y Henrard, 2015
- Ballomma legala Jocqué y Henrard, 2015
- Ballomma neethlingi Jocqué y Henrard, 2015